# Qingshui Jiang (vattendrag i Kina, Yunnan)
Qingshui Jiang är ett vattendrag i Kina. Det ligger i provinsen Yunnan, i den sydvästra delen av landet, omkring 190 kilometer öster om provinshuvudstaden Kunming.
Genomsnittlig årsnederbörd är 1 361 millimeter. Den regnigaste månaden är juni, med i genomsnitt 344 mm nederbörd, och den torraste är februari, med 17 mm nederbörd.